# Bildungs- und Beratungszentrum für Hörgeschädigte Stegen
Das Bildungs- und Beratungszentrum für Hörgeschädigte Stegen (BBZ Stegen) ist ein staatliches sonderpädagogisches Bildungs- und Beratungszentrum mit Internat mit dem Förderschwerpunkt Hören. Die Schule in Trägerschaft des Landes Baden-Württemberg hat ein Internat, in dem mehr als die Hälfte der Schüler unter der Woche wohnen und leben. Zum BBZ Stegen gehört auch ein Schulkindergarten mit drei Gruppen, in denen auch gut hörende Kinder aufgenommen werden. Insgesamt besuchen über 300 Schüler die Schule, die sich in eine Grundschule, Werkrealschule, Realschule mit Orientierungsstufe und in ein Gymnasium gliedert. Die Schule bietet Hörgeschädigten gegenüber der Integration in die allgemeine Schule bessere Bedingungen: Maximal 10 Schüler lernen in schalloptimierten und mit Hörsprechanlagen ausgestatteten Räumen.
Neben dem Internat wird eine Tagesförderung (Tafö) angeboten; hier werden die Schüler, die extern wohnen und täglich anreisen, nach dem Unterricht betreut. Erzieherinnen und Lehrer gestalten wöchentlich zahlreiche unterrichtsergänzende Förderangebote (UEFA), an denen die Kinder und Jugendlichen teilnehmen können. Zu den angebotenen Aktivitäten zählen Fußball, Basketball, Modellbau, Kajakfahren, Koch-AG, Nordic Walking, u.v. a.m. Das BBZ Stegen hat eine eigene Mensa, in der alle Mahlzeiten zubereitet werden. Ebenfalls hält das BBZ Stegen einen schulpsychologischen Dienst sowie eine Krankenstation vor. Seit dem Schuljahr 2014/15 werden im BBZ auch guthörende Schüler (prozentual) aufgenommen.
Zum Bildungs- und Beratungszentrum gehören Beratungsstellen in Stegen, Singen und Maulburg mit Pädagogischer Audiologie, Hör- und Sprachüberprüfungen, diagnostischen Verfahren zur Ermittlung des Entwicklungsstandes sowie einer umfassenden Elternberatung zu allen Themen rund um die Hörschädigung ihres Kindes.

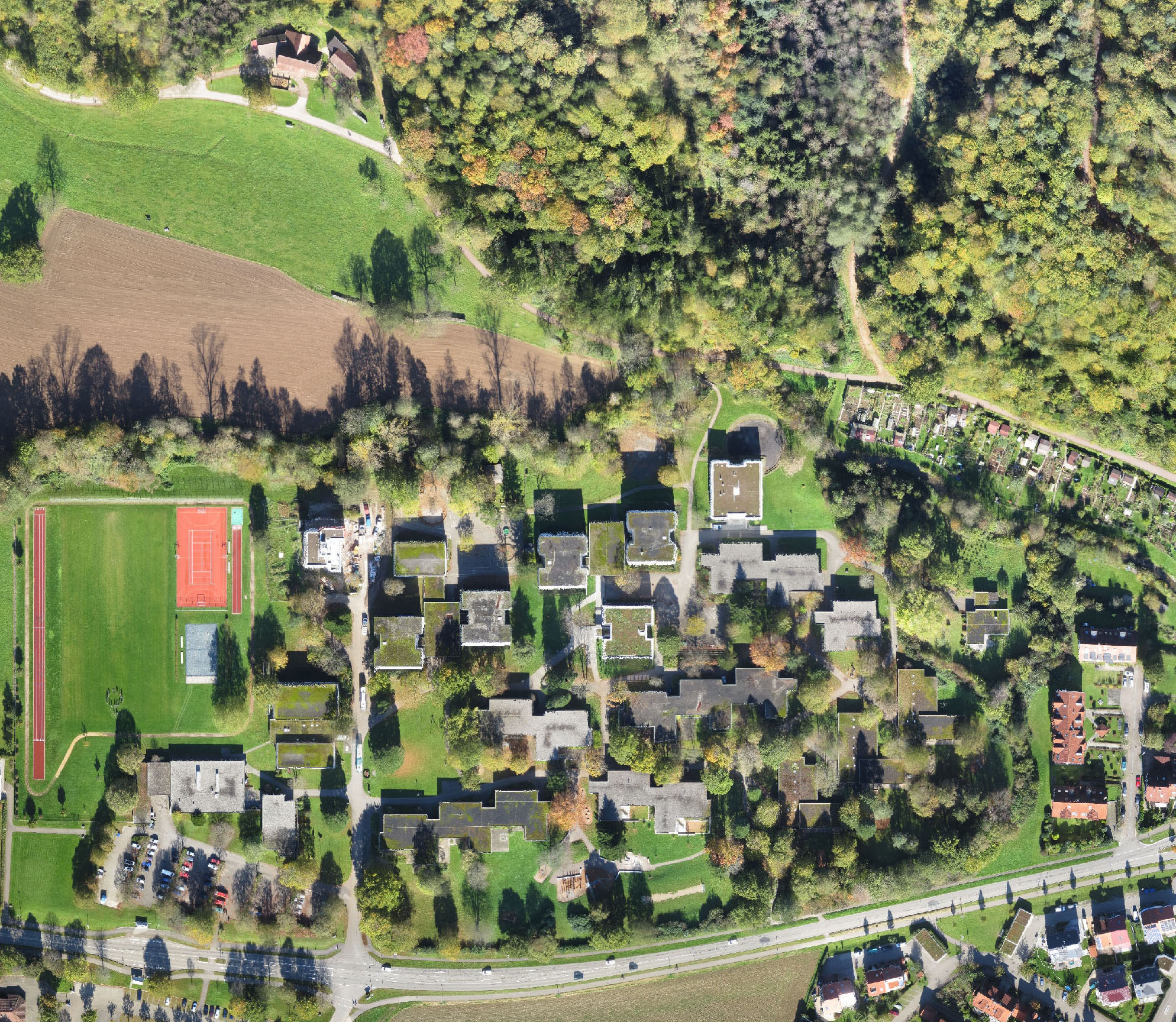
Das BBZ aus der Vogelperspektive
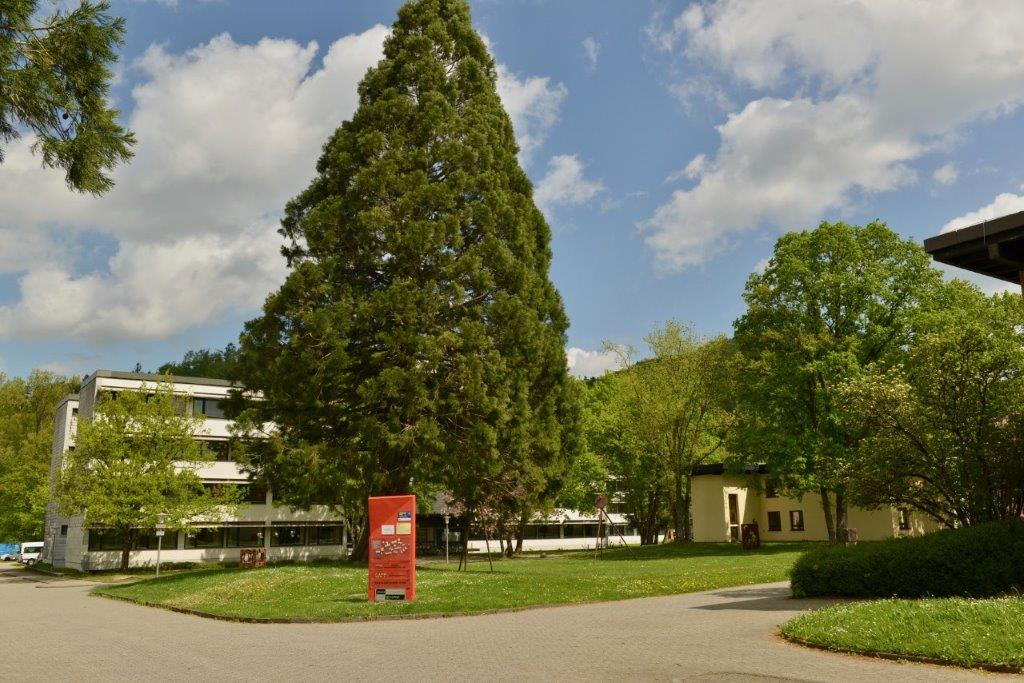
Auf dem Gelände des BBZ
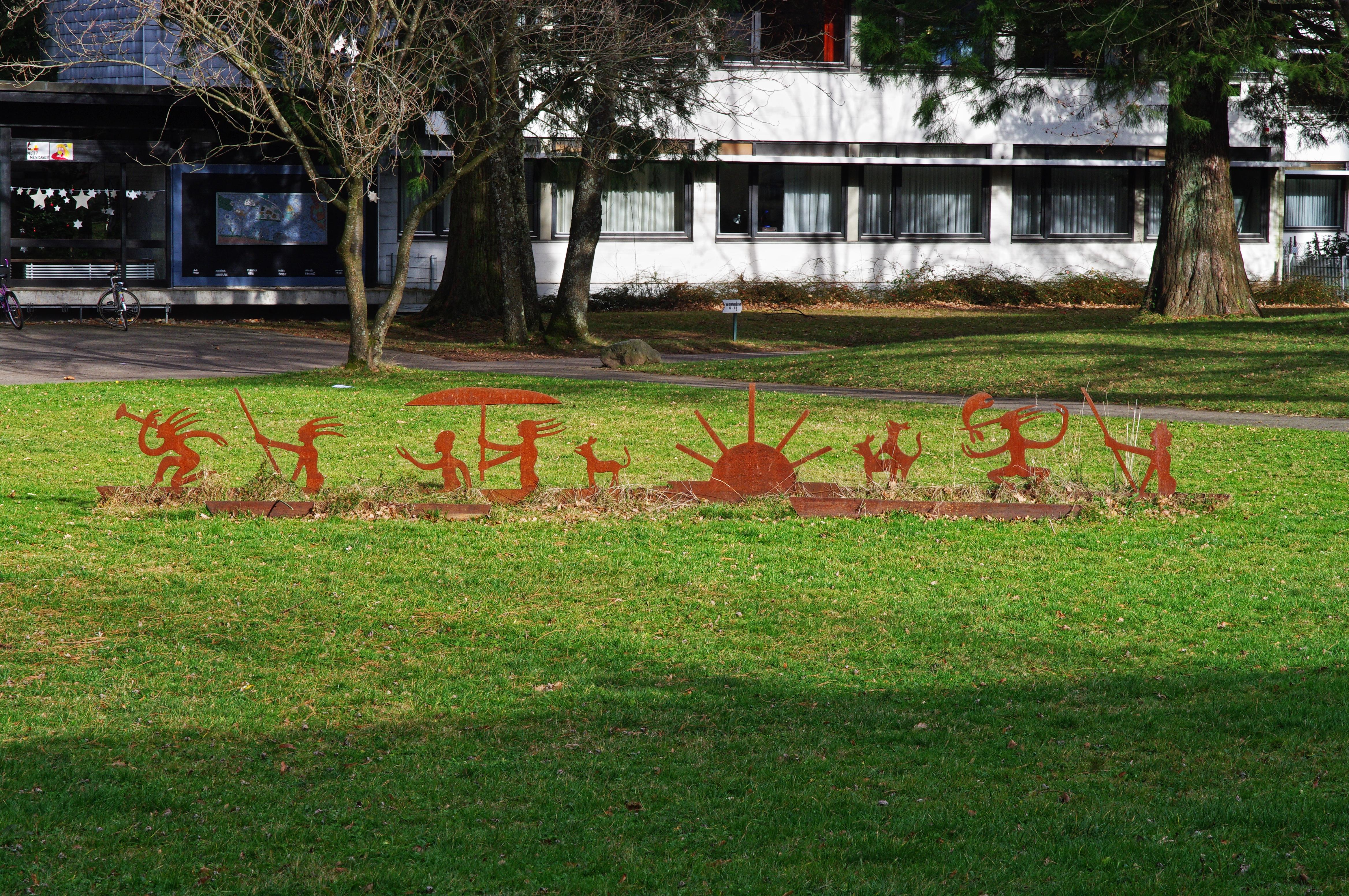
Ein Kunstwerk
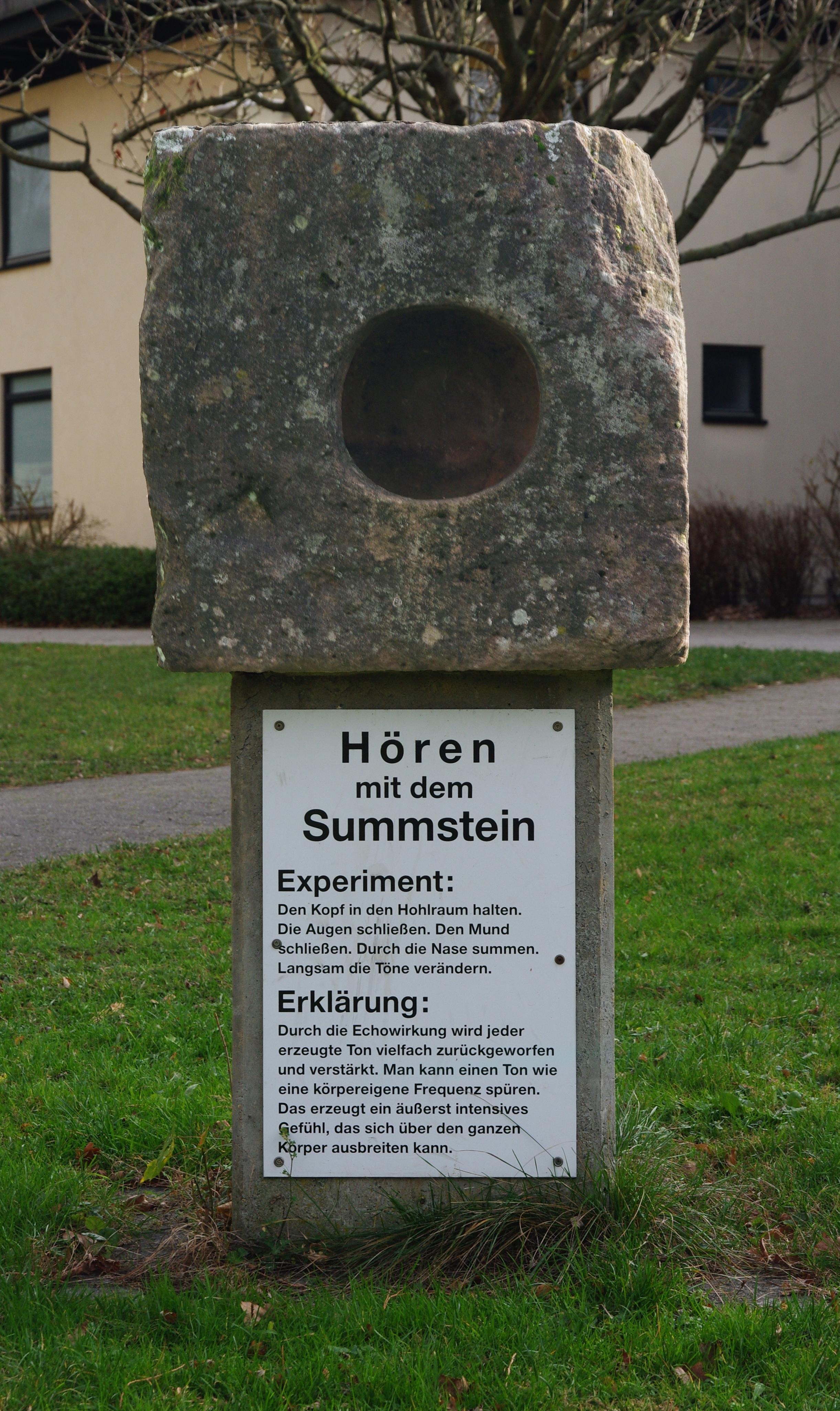
Der Summstein
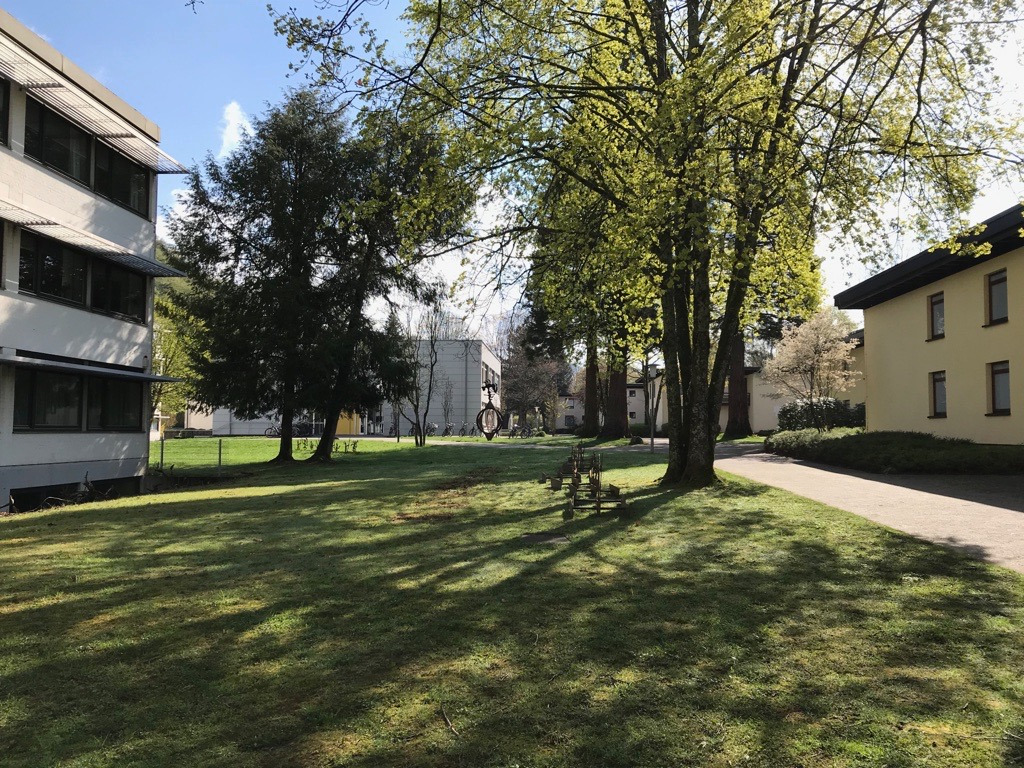
Auf dem Gelände des BBZ Stegen. Links hat man einen Blick auf eines der Schulgebäude und rechts auf eines der Internatshäuser.
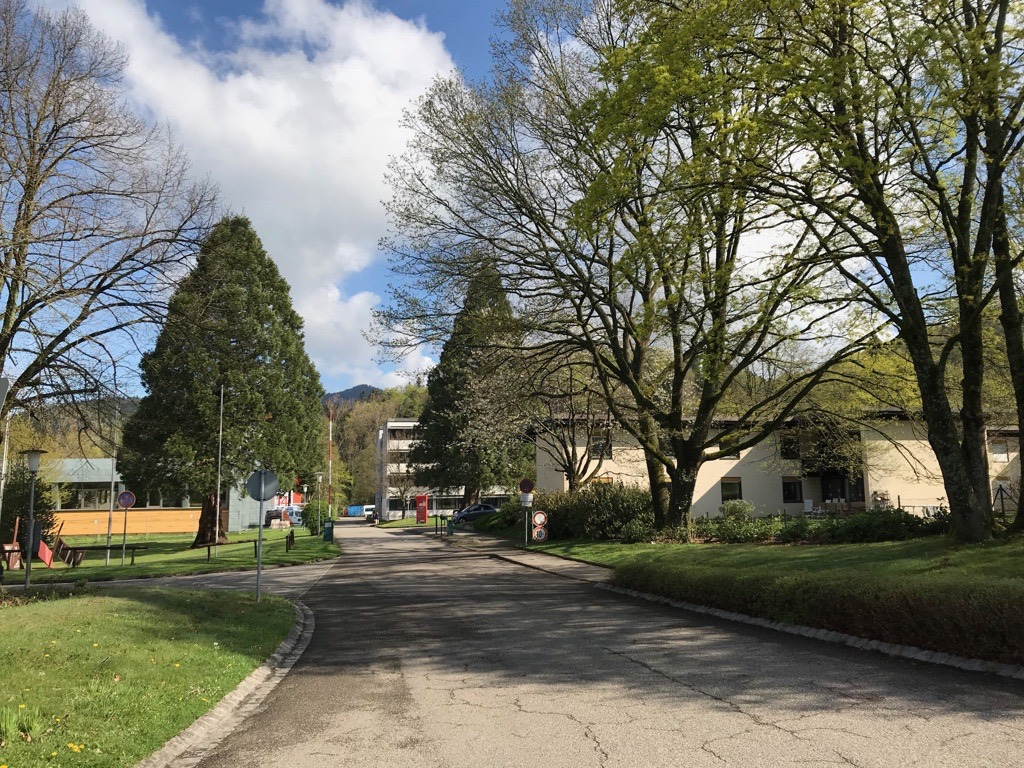
Blick von der Einfahrt auf das Gelände des BBZ Stegen

## Frühpädagogik
Die Frühpädagogik umfasst Angebote für Familien mit hörgeschädigten Kindern zwischen 0 und 6 Jahren: spielerische dialogische Förderung des Kindes, Diagnostik, Beratung der Eltern und der Kindertageseinrichtungen sowie die Arbeit im interdisziplinären Netzwerk. Die Frühpädagogik arbeitet wohnortnah und bietet auch Hausbesuche an. Eltern-Kind-Gruppen in Stegen, Singen, Weil am Rhein und Offenburg ergänzen das Angebot der Frühpädagogik.
Besondere Bedeutung hat die fachpädagogische Beratung hörgeschädigter Schüler in allgemeinen Schulen im Rahmen einer unterstützenden Betreuung durch den Sonderpädagogischen Dienst. Diese umfasst Lehrer- und Elternberatung, unterrichtliche Begleitung an der allgemeinen Schule mit didaktisch-methodischen Empfehlungen, Hinweisen zur Klassenraumgestaltung sowie Schullaufbahnberatungen bei Bildungswegekonferenzen.
Im Rahmen der inklusiven Beschulung werden seit vielen Jahren an verschiedenen Außenstandorten Schüler mit einer Hörschädigung in allgemeinen Schulen durch Hörgeschädigtenpädagogen im Teamteaching mit einer Lehrkraft der allgemeinen Schule unterrichtet.
Damit gehört das BBZ Stegen zu den ersten sonderpädagogischen Bildungs- und Beratungszentren, welches ein Außenklassenmodell in Baden-Württemberg umgesetzt hat und damit für Schüler mit einer Hörschädigung eine möglichst wohnortnahe Beschulung im gesamten südbadischen Raum realisiert.

## Schulkindergarten
Der Schulkindergarten wird von hörgeschädigten/sprachauffälligen Kindern sowie von Kindern ohne besonderen Förderbedarf ab dem vollendeten dritten Lebensjahr besucht. Die Gruppengröße von max. 10 – 12 Kindern ermöglicht ein individuelles und intensives Arbeiten mit allen Kindern. Kinder ohne Förderbedarf können durch eine Kooperation mit der Caritas Hochschwarzwald in den Kindergarten aufgenommen werden.
Kinder mit und ohne besonderen Förderbedarf spielen und lernen von Anfang an gemeinsam.
Der Hauptfokus liegt im Bereich der Kommunikation. Jeden Morgen findet als erstes die Überprüfung der Hörhilfen statt. Die Teilhabe aller Kinder am täglichen Miteinander muss gesichert sein, wobei unterschiedliche Kommunikationsformen zum Tragen kommen: Lautsprache, lautsprachunterstützende Gebärden und Deutsche Gebärdensprache.
Ein klar strukturierter und visualisierter Tages- und Wochenablauf mit immer wiederkehrenden Ritualen gibt jedem Kind Halt und Sicherheit. Eine emotionale Konstante ist für jedes Kind die feste Zugehörigkeit zur Gruppe. Für den Kindergarten ist ein regelmäßiger Austausch mit den Eltern über Erlebnisse und Entwicklungsschritte zu Hause und im Kindergarten wichtig.
Regelmäßige Kooperationen mit der nach Pater Heinrich Middendorf benannten Seniorenwohnanlage in Stegen, der ersten Klasse des BBZ Stegen und dem örtlichen Kindergarten gehören zum pädagogischen Alltag mit dazu.

## Grundschule
Der pädagogische Ansatzpunkt für die schulische Arbeit in der Grundschule liegt in den individuellen Fähigkeiten und Fertigkeiten der Kinder. Die passgenauen Angebote führen zu einem Zuwachs an Wissen und Bildung und ermöglichen so eine erhöhte Aktivität und Teilhabe.
Die Grundschule am BBZ Stegen besteht momentan aus vier jahrgangsübergreifenden Klassen. In zwei Eingangsstufenklassen wird bimodal/bilingual unterrichtet. Sowohl Lautsprache als auch Deutsche Gebärdensprache ist als Kommunikationsform im Unterricht gleichberechtigt. Ein gesetzlich verankertes 5. Grundschuljahr ist möglich, um die Grundlagen für späteres Lernen zu legen. Es wird hier auch in Grundzügen nach den Prinzipien von Maria Montessori gearbeitet.
In den beiden Aufbauklassen 3–4 ist ein weiterer Schwerpunkt die Nutzung von neuen Medien, die für Schüler mit einer Hörschädigung einen barrierefreien Zugang zu Information darstellen. Whiteboards und Tablets sind Bestandteil des täglichen Lernens.
In allen Klassen ist der Einsatz von Hörtechnik ein zentrales Thema. Nur wenn Cochlea-Implantat, Hörgeräte und FM-Anlagen von den Kindern beherrscht werden, werden sie diese auch in ihrem späteren Leben einsetzen.
Kooperationen mit den örtlichen allgemeinen Schulen sind im Konzept der Grundschule fest verankert und seit Jahren Tradition.

## Werkrealschule
In der Werkrealschule lernen lautsprachorientierte und gebärdensprachorientierte Schüler in gemeinsamen Klassen. Die Schüler im Bildungsgang Förderschule (Förderschwerpunkt Lernen) werden überwiegend in gesonderten Klassen unterrichtet.
Besondere Schwerpunkte der Förderung in der Abteilung Werkrealschule / Förderschule sind neben dem schulischen Lernen und der Entwicklung der Kommunikation die Auseinandersetzung mit der Hörschädigung und eine vertiefte berufliche Orientierung.
Die Filmarbeiten der Schüler wurden 2013 mit dem Bundes-Schülerfilm-Preis ausgezeichnet. Und auch das Projekt „Schule (ge)schafft“ zur Berufsorientierung wurde mit einer bundesweiten Auszeichnung geehrt.
Die überwiegende Mehrheit der Schüler schließt die Schule mit dem Hauptschulabschluss oder dem Förderschulabschluss ab. Nur einzelne besuchen noch die Klasse 10 der Werkrealschule, die in Kooperation mit der Werkrealschule Dreisamtal angeboten wird.

## Realschule
Die Realschule im BBZ Stegen besuchen Schüler mit einer Hörschädigung, die überwiegend lautsprachlich unterrichtet werden.
In einer gemeinsamen Orientierungsstufe für Klasse 5 werden seit dem Schuljahr 2016/17 Schüler im Bildungsgang Werkrealschule und im Bildungsgang Realschule in gemeinsamen Klassen geführt. Seit dem Schuljahr 2017/18 umfasst dies auch die Klassenstufe 6.
Die Schüler der Realschule werden in den Eingangsklassen durch das selbständige Arbeiten in Lernräumen in ihrem individuellen Lernen unterstützt. Vereinzelt erhalten Schüler zusätzliche sonderpädagogische Förderstunden, um sich im sprachlichen Bereich weiterzuentwickeln.
Durch zwei Berufspraktika, den Besuch von Informationsveranstaltungen, ein Bewerbertraining im Rahmen des Jobloopingprojekts  im Europa-Park der Paulinenpflege Winnenden, Beratungsangeboten und der intensiven Kooperation mit der Agentur für Arbeit werden die Schüler auf das Berufsleben vorbereitet.
Nahezu alle Schüler schließen die Schule erfolgreich mit dem Realschulabschluss ab.

## Gymnasium

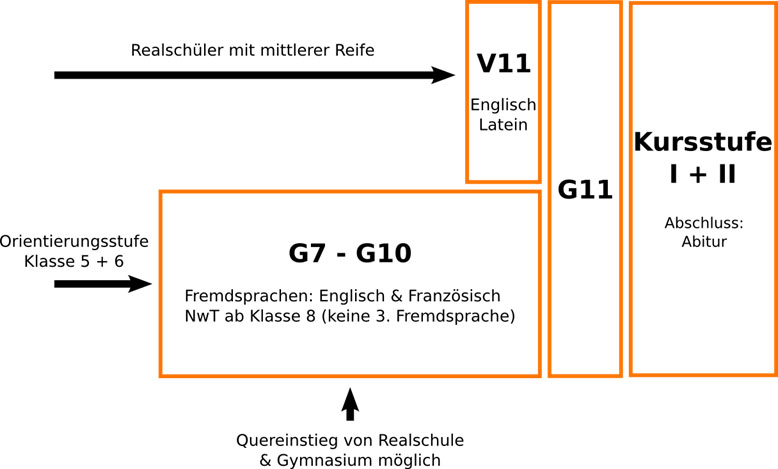
Der Weg zum Abitur am BBZ Stegen

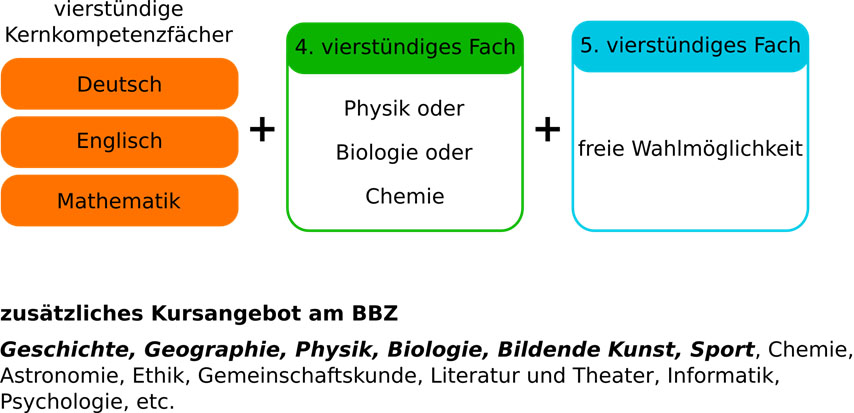
Kursangebot

Das Gymnasium des BBZ wird von nahezu 100 hörgeschädigten Schülern besucht. Es bietet den 9-jährigen Bildungsgang bis zum Abitur an. Nach der Orientierungsstufe (Klassen 5 und 6) bzw. der Mittleren Reife haben Schüler die Möglichkeit, von allgemeinen Schulen auf das BBZ zu wechseln. Nach der mittleren Reife wird ein zusätzliches Vorbereitungsjahr angeboten, um den Übergang auf das Gymnasium zu erleichtern und die Anforderungen des Abiturs nach einer zweiten Fremdsprache über den Zeitraum von vier Jahren erfüllen zu können.
In der Mittelstufe finden regelmäßig Schülerbegegnungen mit einer Partnerschule in Frankreich statt. In Klasse 11 wird im Rahmen des German American Partnership Program (GAPP) alle zwei Jahre ein Schüleraustausch in die USA angeboten. Die Zusammenarbeit mit der North Carolina School of the Deaf und einer High School in Lenoir (NC) hat sich über Jahre hinweg bewährt.
Neu zum Schuljahr 2016/17 ist gebärdensprachunterstützter Unterricht in der Klassenstufe 7, sodass auch gehörlosen Schülern mit entsprechend gymnasialen Kompetenzen ein Unterrichtsangebot unterbreitet werden kann. 80 % der Unterrichtsstunden in dieser Klasse sind sowohl von Fachlehrern des Gymnasiums als auch von gebärdensprachkompetenten Sonderpädagogen besetzt. Hinzu kommt eine besondere mediale Unterstützung, durch die eine verbesserte Visualisierung der Unterrichtsinhalte erreicht wird.
Mit dem ebenfalls in Stegen gelegenen Kolleg St. Sebastian kooperiert das Gymnasium derzeit in der Oberstufe in den Fächern Bildende Kunst, Geographie, Geschichte und Literatur und Theater, sodass ein breites Kursangebot in der Kursstufe angeboten werden kann.

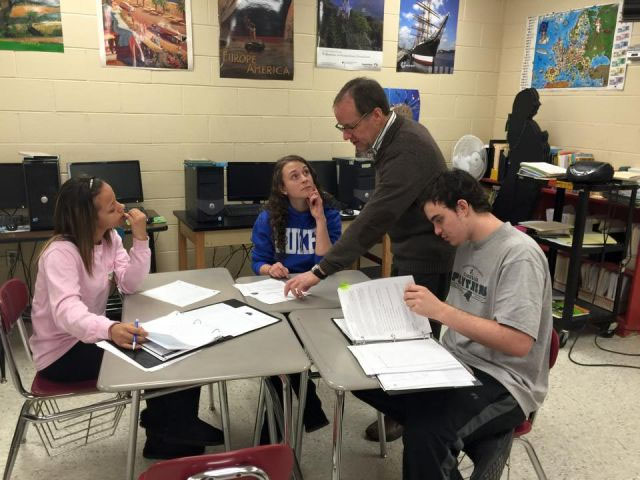
Schüler des BBZ beim Austausch in den USA

## Internat
Im Internat der Schule sind unter der Woche Schüler, die weiter entfernt wohnen, untergebracht. In 19 verschiedenen Gruppen leben Mädchen und Jungen im Alter von 4–22 Jahren in altershomogenen Gruppen zusammen. Betreut werden die Schüler in den einzelnen Gruppen durch zwei Erzieher, welche außerhalb der Schulzeit für die Schüler verantwortlich sind.
Die über 45 Erzieher bieten während der Schulwochen an den Abenden und Nachmittagen über 20 verschiedene AGs und Freizeitaktivitäten an, an denen die Schüler teilnehmen können. Ziel ist neben einer sinnvollen Freizeitbeschäftigung auch die Interaktion mit anderen Kindern und Jugendlichen sowie der Austausch und zahlreiche Kooperationen mit Vereinen und Institutionen außerhalb des BBZ Stegen.
In der Tagesförderung werden derzeit ca. 100 Schüler der Klassenstufen 1 bis 10 betreut, die in der Nähe des BBZ Stegen leben und täglich nach Hause fahren können. Hier werden in acht verschiedenen Gruppen die Kinder und Jugendlichen bei den Hausaufgaben unterstützt und bei unterschiedlichen Freizeitaktivitäten begleitet. In der Tagesförderung arbeiten derzeit 15 Pädagogen sowie Praktikanten.

## Vorläufer-Institutionen in der Region Südbaden
- 1826–1865 Erste badische Taubstummenanstalt in Pforzheim: Allgemeines Taubstummeninstitut für das Großherzogtum Baden
- 1865–1937 Badische Taubstummenanstalt im Neuen Schloss (Meersburg)[7]
- 1937–1939 Taubstumme wurden zurückgeschickt in Heimatgemeinden
- 1939–1944 „Staatliche Gehörlosenschule mit Heim“ in der ehemaligen Benediktinerabtei in Gengenbach
- 1948–1952 Schloss Hohenlupfen bei Stühlingen
- ab 1952–1970 Gehörlosenschule in Waldshut und Schwerhörigenschule in Waldkirch
- ab 1970/71 Zusammenlegung Waldshut und Waldkirch nach Stegen[8]